# 天主教莫拉芒加教區
天主教莫拉芒加教區（拉丁語：Dioecesis Moramangana）是馬達加斯加一個羅馬天主教教區，屬圖阿馬西納總教區。
教區成立於2006年5月13日，2012年有教友180,100人（佔轄區總人口38.7%）、九個堂區、廿三名司鐸。現任教區主教為羅薩廖·薩羅·韋拉。